# Stone Creek, Ohio
Stone Creek là một làng thuộc quận Tuscarawas, tiểu bang Ohio, Hoa Kỳ. Năm 2010, dân số của làng này là 177 người.

## Dân số
- Dân số năm 2000: 184 người.
- Dân số năm 2010: 177 người.